# COMIC WORKS
MacroMind COMIC WORKS（マクロマインド コミックワークス）は、1986年にMacroMind（後のマクロメディア、現アドビ）から発売された、Macintosh専用の漫画製作ソフト。Macで漫画を描くためのソフトとして、デジタルで製作された史上初の漫画『Shatter』（1985年）の作者でもあるアメコミ作家のMike Saenzによって開発された。
後にアニメ製作ソフトのMacromind VideoWorksと発展的に統合されMacromind Directorとなった。現在もAdobe Directorとして販売が継続されている。
なお、このソフトを使って日本で初めてMacでデジタル漫画を描いたのはすがやみつるだとされている。